# Johnny Oduya
David Johnny Oduya (Estocolmo, 1 de octubre de 1981) es un defensor profesional sueco de hockey sobre hielo. Actualmente juega en el Dallas Stars. También ha jugado para los New Jersey Devils, Atlanta Thrashers, Winnipeg Jets y Chicago Blackhawks.
Fue reclutado por los Washington Capitals con el 221.er lugar en el 2001 NHL Entry Draft. Jugó por primera vez en la NHL para los Devils de Nueva Jersey. Jugó 4 temporadas con los Devils antes de ser intercambiado a los Atlanta Thrashers el 4 de febrero de 2010 junto con Niclas Bergfors, Patrice Cormier y una selección de la primera ronda en el Borrador de Entrada de la NHL 2010 para Ilya Kovalchuk y Anssi Salmela. Jugó 3 temporadas con los Atlanta Thrashers/Winnipeg Jets y fue intercambiado por los Chicago Blackhawks por una segunda ronda y una tercera ronda en el NHL Entry Draft de 2013. El 24 de junio de 2013, ganó la Copa Stanley con los Blackhawks después de que derrotaron a los Boston Bruins 4 juegos a 2 en las finales de la Copa Stanley de 2013.
El 15 de julio de 2015, Oduya firmó un contrato de dos años con el Dallas Stars.

## Otros sitios web
- Wikimedia Commons alberga una categoría multimedia sobre Johnny Oduya.

- Datos: Q1702376
- Multimedia: Johnny Oduya / Q1702376